# Petar Grbić
Petar Grbić (Titogrado, actual Podgorica Yugoslavia, actual Montenegro, 7 de agosto de 1988) es un futbolista montenegrino. Juega de delantero y su equipo es el F. K. Budućnost Podgorica de la Primera División de Montenegro.

## Trayectoria
Debutó como profesional en 2007, en las filas del Fudbalski Klub Mladost Podgorica, tras una campaña en dicho equipo fue traspasado al Fudbalski Klub Mogren, en su nuevo equipo se consolidó como un jugador importante, llegando a disputar en tres temporadas 76 encuentros en los que lograría anotar 12 goles. Tras el final de la campaña 2010-11 el futbolista fue traspasado al Olympiacos FC de Grecia, en el que no se hizo con un hueco en las alineaciones y en septiembre de 2012 fue cedido al OFK Belgrado de la Superliga Serbia.

## Selección nacional
Grbić ha disputado hasta la fecha siete encuentros con la selección de fútbol de Montenegro, en los que no ha logrado anotar ningún gol. Su debut en la misma se produjo en el año 2011.

## Clubes
| Club                          | País       | Año       |
| ----------------------------- | ---------- | --------- |
| F. K. Mladost                 | Montenegro | 2007-2008 |
| F. K. Mogren                  | Montenegro | 2008-2011 |
| Olympiacos F. C.              | Grecia     | 2011-2014 |
| Levadiakos (cedido)           | Grecia     | 2011      |
| Hapoel Be'er Sheva (cedido)   | Israel     | 2012      |
| OFK Belgrado (cedido)         | Serbia     | 2012-2013 |
| Partizán de Belgrado (cedido) | Serbia     | 2013-2014 |
| Partizán de Belgrado          | Serbia     | 2014-2016 |
| Akhisar Belediyespor          | Turquía    | 2016-2017 |
| Adana Demirspor (cedido)      | Turquía    | 2016-2017 |
| F. K. Budućnost Podgorica     | Montenegro | 2018      |
| F. K. Radnički Niš            | Serbia     | 2018-2019 |
| F. K. Budućnost Podgorica     | Montenegro | 2019-2021 |
| F. K. Mornar Bar              | Montenegro | 2021-2022 |
| F. K. Budućnost Podgorica     | Montenegro | 2023-     |

## Palmarés

### Títulos nacionales
| Título                         | Club                      | País       | Año     |
| ------------------------------ | ------------------------- | ---------- | ------- |
| Primera División de Montenegro | F. K. Mogren              | Montenegro | 2008-09 |
| Primera División de Montenegro | F. K. Mogren              | Montenegro | 2010-11 |
| Superliga de Serbia            | Partizán de Belgrado      | Serbia     | 2014-15 |
| Primera División de Montenegro | F. K. Budućnost Podgorica | Montenegro | 2019-20 |
| Primera División de Montenegro | F. K. Budućnost Podgorica | Montenegro | 2020-21 |
| Copa de Montenegro             | F. K. Budućnost Podgorica | Montenegro | 2020-21 |
| Primera División de Montenegro | F. K. Budućnost Podgorica | Montenegro | 2022-23 |
| Copa de Montenegro             | F. K. Budućnost Podgorica | Montenegro | 2023-24 |
| Primera División de Montenegro | F. K. Budućnost Podgorica | Montenegro | 2024-25 |